# Alain Krijnen
A.P. (Alain) Krijnen (Alkmaar, 17 oktober 1980) is een Nederlandse jurist, ambtenaar en bestuurder. Hij is partijloos. Sinds 23 maart 2023 is hij burgemeester van Eijsden-Margraten.

## Biografie

### Opleiding en carrière
Krijnen studeerde staats- en bestuursrecht aan de Vrije Universiteit Amsterdam. Hij was jurist bij de Kiesraad en werkte bijna zeventien jaar bij het ministerie van Binnenlandse Zaken en Koninkrijksrelaties. Hij was er (senior) beleidsmedewerker, coördinerend beleidsmedewerker en plaatsvervangend hoofd van de afdeling Inrichting Openbaar Bestuur. Hij hield zich bezig met wijzigingen van de Gemeentewet en met staatkundige hervormingen van de Nederlandse Antillen en was betrokken bij de toekomst van het openbaar bestuur, in het bijzonder het ambt van burgemeester, en de versterking van het lokaal bestuur. In zijn laatste functie was hij verantwoordelijk voor het bevorderen van de integriteit van het decentraal bestuur.

### Burgemeester van Eijsden-Margraten
Krijnen werd op 20 december 2022 door de gemeenteraad van Eijsden-Margraten voorgedragen als nieuwe burgemeester. Op 24 februari 2023 werd bekend dat hij bij koninklijk besluit is benoemd met ingang van 23 maart dat jaar. Op 23 maart dat jaar werd hij ook geïnstalleerd door Emile Roemer, de commissaris van de Koning in Limburg. In zijn portefeuille heeft openbare orde en veiligheid, concerncontrol, (Eu)regionale samenwerking, inkoop en aanbesteding, toezicht en handhaving, APV-vergunningen en bestuurlijke vernieuwing. Naast het burgemeesterschap is Krijnen mede-auteur van Tekst & Commentaar Gemeentewet Provinciewet bij Wolters Kluwer.

### Privéleven
Krijnen is geboren in Alkmaar, opgegroeid in De Rijp en woonde tot zijn benoeming als burgemeester samen met zijn partner in Amsterdam.